# Tina Modotti
(Introduzione di Tina Modotti alla sua mostra del 1929)
Assunta Adelaide Luigia Saltarini Modotti, conosciuta come Tina Modotti (Udine, 17 agosto 1896 – Città del Messico, 5 gennaio 1942), è stata una fotografa, attivista e attrice italiana.
È considerata una delle più grandi fotografe del XX secolo e di sempre, nonché una figura importante e controversa del comunismo e della fotografia mondiale. Opere della produzione fotografica della Modotti sono conservate nei più importanti istituti e musei del mondo, fra i quali l'International Museum of Photography and Film at George Eastman House di Rochester (New York), il più antico museo del mondo dedicato alla fotografia e la Biblioteca del Congresso (Library of Congress), la biblioteca nazionale degli Stati Uniti a Washington.

## Biografia

### Infanzia
Nacque ad Udine, nel quartiere di Borgo Pracchiuso, il 16 agosto del 1896 (la data è però registrata al 17 agosto) da una modesta famiglia operaia, aderente politicamente al socialismo tipico di fine Ottocento. Il padre, Giuseppe Modotti, era un muratore, mentre la madre, Assunta Mondini Saltarini, era una casalinga e cucitrice. Venne battezzata il 27 gennaio del 1897, con suo padrino un anarchico di professione calzolaio, Demetrio Canal. La sua casa era un'abitazione fatiscente di due piani in via Pracchiuso numero 113, oggi (2023) numero 89.
Tina aveva solo due anni quando la sua famiglia, per ragioni di natura economica, si trovò costretta a emigrare a Klagenfurt, in Austria. Lì nacquero gli altri cinque suoi fratelli e sorelle: Valentina detta Gioconda, Jolanda Luisa, Mercedes, Pasquale Benvenuto ed Ernesto, che morì a soli tre anni di meningite (e che non venne più menzionato all'interno della famiglia). Nel 1905 ritornarono ad Udine, dove Tina frequentò con profitto le prime classi della scuola elementare. In estate Giuseppe lasciò la famiglia in cerca di lavoro negli Stati Uniti e in agosto nacque l'ultimogenito Giuseppe Pietro. Tina cominciò a lavorare come operaia a dodici anni presso la fabbrica tessile Fabbrica Premiata Velluti, Damaschi e Seterie Domenico Raiser, situata nella periferia della città, per poter contribuire al mantenimento della numerosa famiglia. Nel contempo cominciò a frequentare lo studio fotografico di Pietro Modotti, zio paterno, dove apprese le sue prime nozioni di fotografia.

### L'emigrazione negli Stati Uniti
Nel giugno del 1913 lasciò l'impiego che ricopriva presso la Raiser e salpò da Genova per raggiungere il padre e la sorella Mercedes a San Francisco (in California) dove, in breve tempo, trovò lavoro presso una fabbrica tessile. In quel periodo si avvicinò anche alla recitazione, figurando in rappresentazioni amatoriali - rivolte essenzialmente al pubblico di immigrati italiani del luogo - di D'Annunzio, Goldoni e Pirandello, in serate di beneficenza per la raccolta di fondi da inviare all'Italia in guerra. Nel 1918 sposò il pittore e poeta Roubaix de l'Abrie Richey, soprannominato Robo, conosciuto qualche anno prima, e visse questo primo periodo con grande intensità, recitando, disegnando i propri abiti di scena, posando e dipingendo. I due si stabilirono a Los Angeles per poter perseguire una carriera nel mondo del cinema.

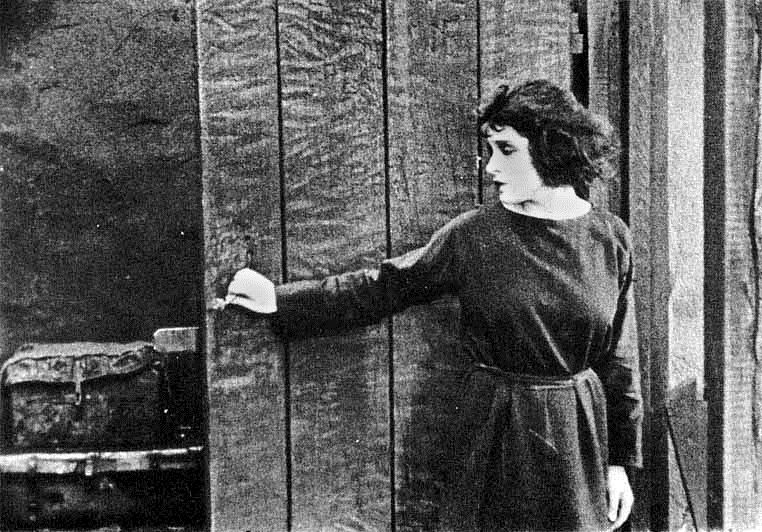
Modotti in una scena del film muto Pelle di tigre

Nel gennaio 1920 partirono per gli Stati Uniti anche la madre con i piccoli Benvenuto e Giuseppe. Il 1920 fu anche l'anno di esordio cinematografico di Tina, con il film Pelle di tigre (The Tiger's Coat), il primo dei tre film hollywoodiani da lei interpretati e anche l'unico giunto fino a noi, per il quale ricevette l'acclamazione del pubblico e della critica, anche in virtù del suo "fascino esotico". Ma il modo in cui il suo corpo e il suo viso erano stati lanciati sul mercato indusse Tina a mettere fine alla breve avventura cinematografica.
Tramite il marito, la donna conobbe il fotografo Edward Weston e la sua assistente Margrethe Mather. Nel giro di un anno, la Modotti divenne la loro modella preferita e, nell'ottobre del 1921, anche amante di entrambi. Quello stesso anno, il marito Robo le comunicò la sua intenzione di trasferirsi in Messico alla fine dell'anno, dedicandole un'ultima poesia: «Tina è il rosso del vino, così prezioso da lasciarlo posare con delicatezza perché diventi ancor più prezioso…».
Il Messico post-rivoluzionario appariva una destinazione di grande fascino, innovativa dal punto di vista culturale e sociale. Dopo alcuni mesi, Tina cercò di raggiungerlo assieme a Weston, su invito dello stesso Robo, ma arrivò a Città del Messico troppo tardi, in quanto egli era morto da ormai due giorni, a causa di un fortissimo attacco febbrile probabile conseguenza del vaiolo (9 febbraio 1922). Anche suo padre Giuseppe venne a mancare dopo poche settimane e, prima della fine dell'anno, la Modotti pubblicò a Los Angeles The book of Robo, un libro da lei curato in onore del marito.

### L'esperienza messicana

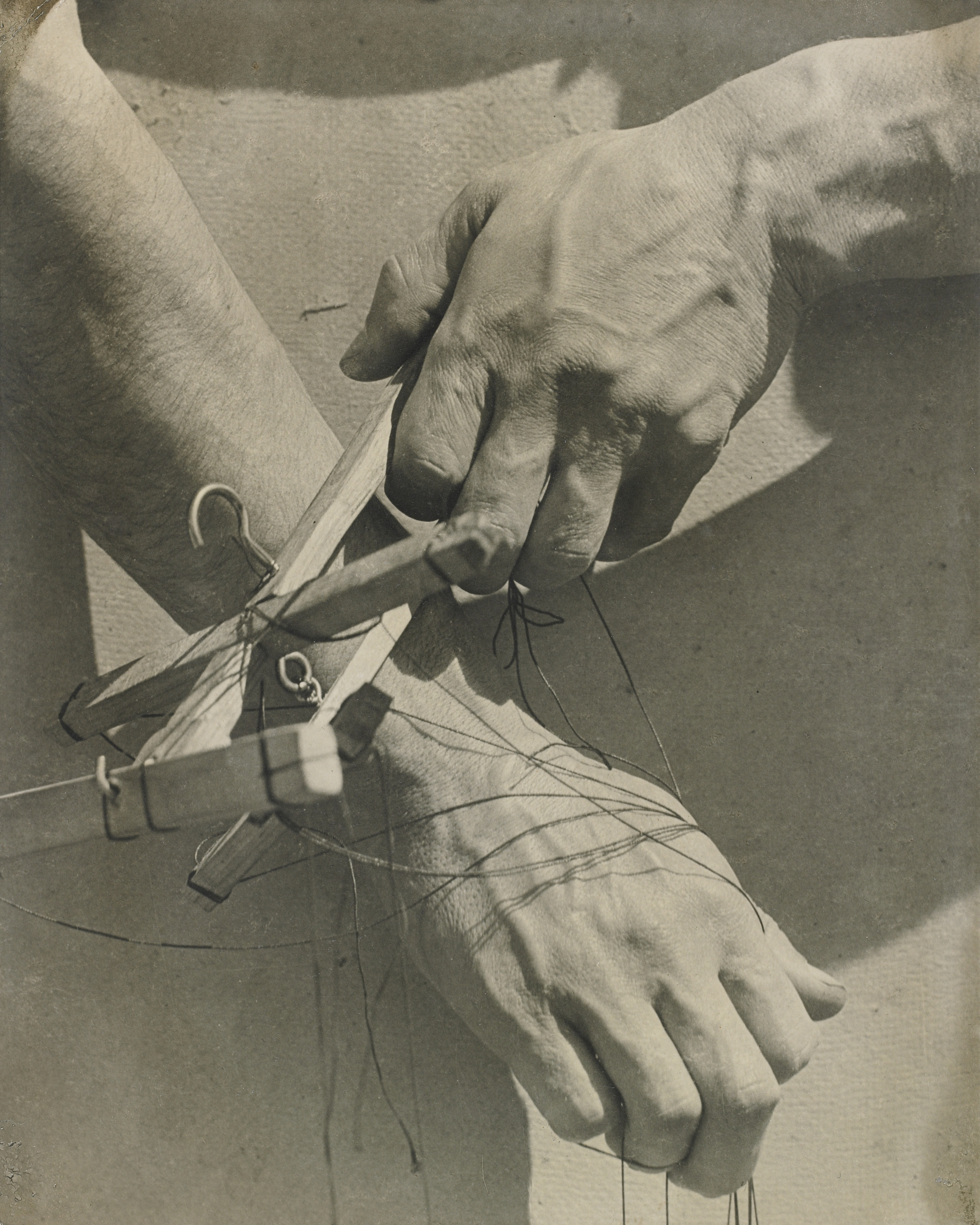
Una foto realizzata dalla Modotti nel 1929: "Le mani del burattinaio", Città del Messico, oggi conservata al Minneapolis Institute of Art negli USA

Assieme a Weston e ad uno dei quattro figli dell'uomo, desideroso di partire per rifarsi una vita nel paese latinoamericano, Tina Modotti ripartì per Città del Messico il 30 luglio 1923. Dapprima come assistente in camera oscura, poi come contabile e infine come vera e propria fotografa, strinse amicizia con artisti e intellettuali, entrando rapidamente in contatto con i circoli bohémien della capitale messicana. Questi nuovi legami furono anche utili per creare ed espandere il mercato dei ritratti nel loro studio fotografico. Dopo meno di un anno, alla Feria Nacional del Libro y Exposición de Artes Graficas, Weston e la Modotti si aggiudicarono rispettivamente il primo e secondo premio nel settore fotografia. Benché già introdotta alle nozioni basilari sin da ragazzina, la relazione con Weston le aveva permesso di praticare e migliorare le sue capacità, fino a divenire un'artista di fama internazionale. Le sue idee sono chiaramente espresse nello scritto Sulla fotografia (1929): liberarsi da arte e artistico, puntare sulla qualità e sulle peculiarità del mezzo, perseguire uno scopo comunicativo.
Il fotografo messicano Manuel Alvares Bravo, in una sua disamina critica dell'opera della Modotti, ne suddivise la carriera in due periodi distinti: quello romantico e quello rivoluzionario. Il primo include appunto il periodo trascorso con Weston, caratterizzato da nature morte, da esperimenti grafici e pittorici; il secondo caratterizzato da una maggiore attenzione alla natura, ai fiori, all'essere umano e all'ambiente che lo circonda, con intento di documentazione sociale e antropologica e talvolta con forte connotazione politica.
Assieme a Weston, Tina Modotti nel 1925 ricevette l'incarico di viaggiare per i luoghi meno conosciuti del Messico e scattare fotografie che vennero poi pubblicate in Idols Behind Altars. The Story of the Mexican Spirit, di Anita Brenner. La Modotti doveva entrare nei luoghi religiosi e interagire con la gente del luogo. Nel libro, uscito nel 1929, furono selezionate 70 immagini su più di un centinaio che documentavano usanze, feste popolari, processioni. In questa, e nelle successive occasioni, i suoi scatti dedicati alle donne rivestono un ruolo di importante testimonianza etnografica: costumi, oggetti e attività sono documentati con grande attenzione, sottolineandone l'importanza e la dignità in una società matriarcale anche nelle immagini più tenere riguardanti la maternità e l'allattamento. Le foto più conosciute furono scattate durante un viaggio solitario nell'Istmo di Tehuantepec, intrapreso nel 1929 dopo l'improvvisa morte del politico comunista cubano Julio Antonio Mella, dirigente del Partito Comunista di Cuba in esilio in Messico ed all'epoca suo compagno. Dietro la fiera bellezza delle donne tehuane, la documentazione della povertà e del degrado, la disparità fra città e campagna, costituivano un forte messaggio sociale e politico.

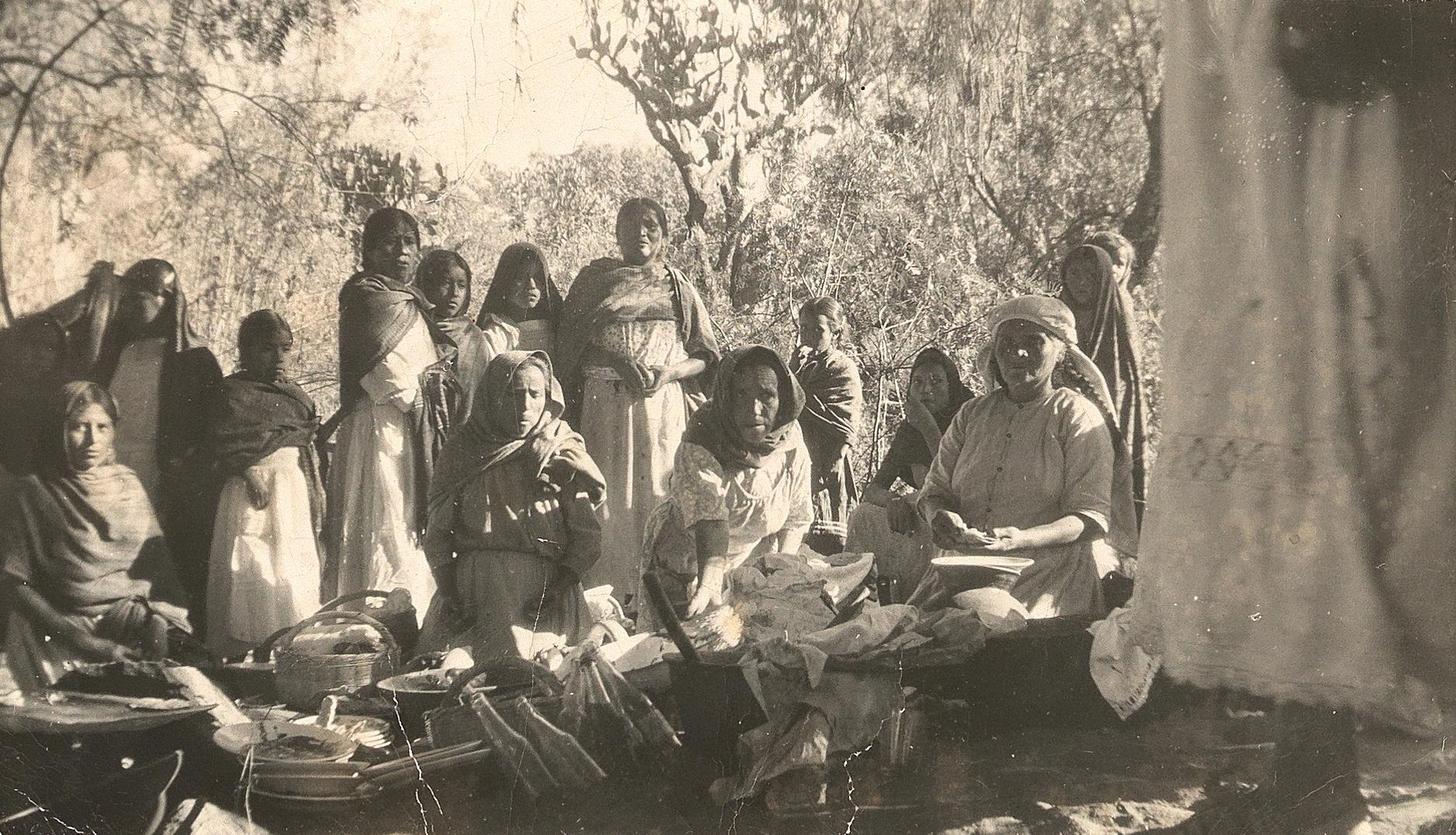
Foto scattata da Tina Modotti nel 1925 a delle donne nella povera campagna del Messico

Scelta in quegli anni come "fotografa ufficiale" del movimento muralista messicano, immortalando i lavori di José Clemente Orozco e di Diego Rivera, Tina Modotti compare anche in alcuni murales di quest'ultimo: nella cappella dell'Università Autonoma del Messico è La vergine terra (nudo disteso) e Vita e terra (in piedi) e, sempre per mano di Rivera, venne dipinta nell'atto di distribuire cartucce ai lavoratori nel patio della Secretaría de Educación Publica. In questo ambito ebbe anche modo di conoscere diversi esponenti del movimento comunista, tra cui Xavier Guerrero, funzionario del Partito Comunista Messicano con cui ebbe una relazione sentimentale dopo che Weston, alla fine del 1926, ripartì per gli Stati Uniti, e Vittorio Vidali, esule italiano (suo conterraneo oltretutto) attivo in quel periodo presso varie organizzazioni comuniste del mondo per conto del Comintern, che la convinse ad iscriversi al PCM.

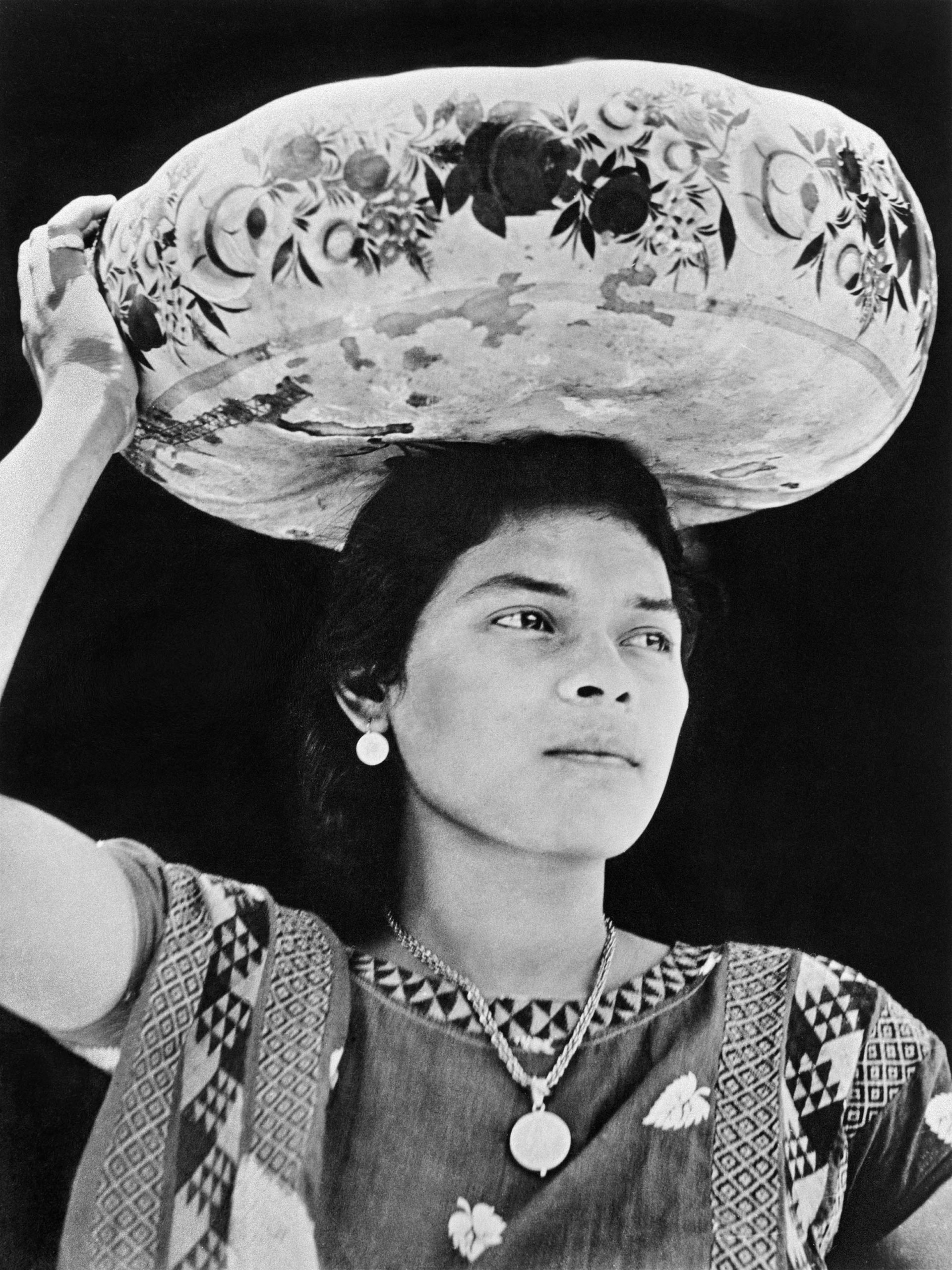
Donna di Tehauntepec, scattata da Tina Modotti nel 1929

Come raffigurato nel documentario del 1984 Frida Kahlo & Tina Modotti, la fotografa fu amica e poi amante della pittrice Frida Kahlo, grande militante comunista e femminista nel Messico degli anni venti; nel 1940, il terrazzo di casa di Tina ospitò la festa di nozze tra la stessa Frida e Diego Rivera. Il 1927 segna l'inizio della fase più intensa del suo attivismo politico, così come della sua attività fotografica. Il suo impegno la portò a partecipare a comitati a favore di Sacco e Vanzetti e a favore delle classi sociali messicane più svantaggiate, le sue foto a sfondo sociale andarono a corredare numerose riviste dell'epoca. Le notizie che arrivavano dall'Italia le fecero affermare in una manifestazione che «il fascismo ha ridotto l'Italia in un grande carcere e un grande cimitero» e queste parole, segnalate dalla Legazione Italiana, destarono l'attenzione del Ministero dell'Interno.
Nel 1928 la sua relazione con Xavier Guerrero terminò con la partenza del suo compagno per un soggiorno di tre anni in Unione Sovietica. Il 10 gennaio del 1929 Julio Antonio Mella, suo compagno da pochi mesi, mentre passeggiava con lei morì assassinato per mano di un suo oppositore politico. La donna fu subito accusata dalle autorità di essere complice nell'omicidio. Nella perquisizione della sua casa, la polizia trovò alcune foto scattate da Weston che la ritraevano nuda e ne seguì una campagna scandalistica che la ritraeva come donna di facili costumi. Per questa ragione rifiutò l'incarico di fotografa ufficiale del Museo nazionale messicano, e decise di intraprendere un nuovo progetto: il reportage sull'istmo della regione del Tehuantepec e sulle donne native, straordinariamente forti e belle. Nel dicembre del 1929 una sua mostra personale venne definita dal muralista David Alfaro Siqueiros come "La prima mostra fotografica rivoluzionaria in Messico": fu l'apice della sua carriera di fotografa. All'incirca un anno dopo, fu costretta a lasciare la macchina fotografica dopo l'espulsione dal Messico e, a parte poche eccezioni, non scattò più fotografie nei dodici anni che le rimanevano da vivere.

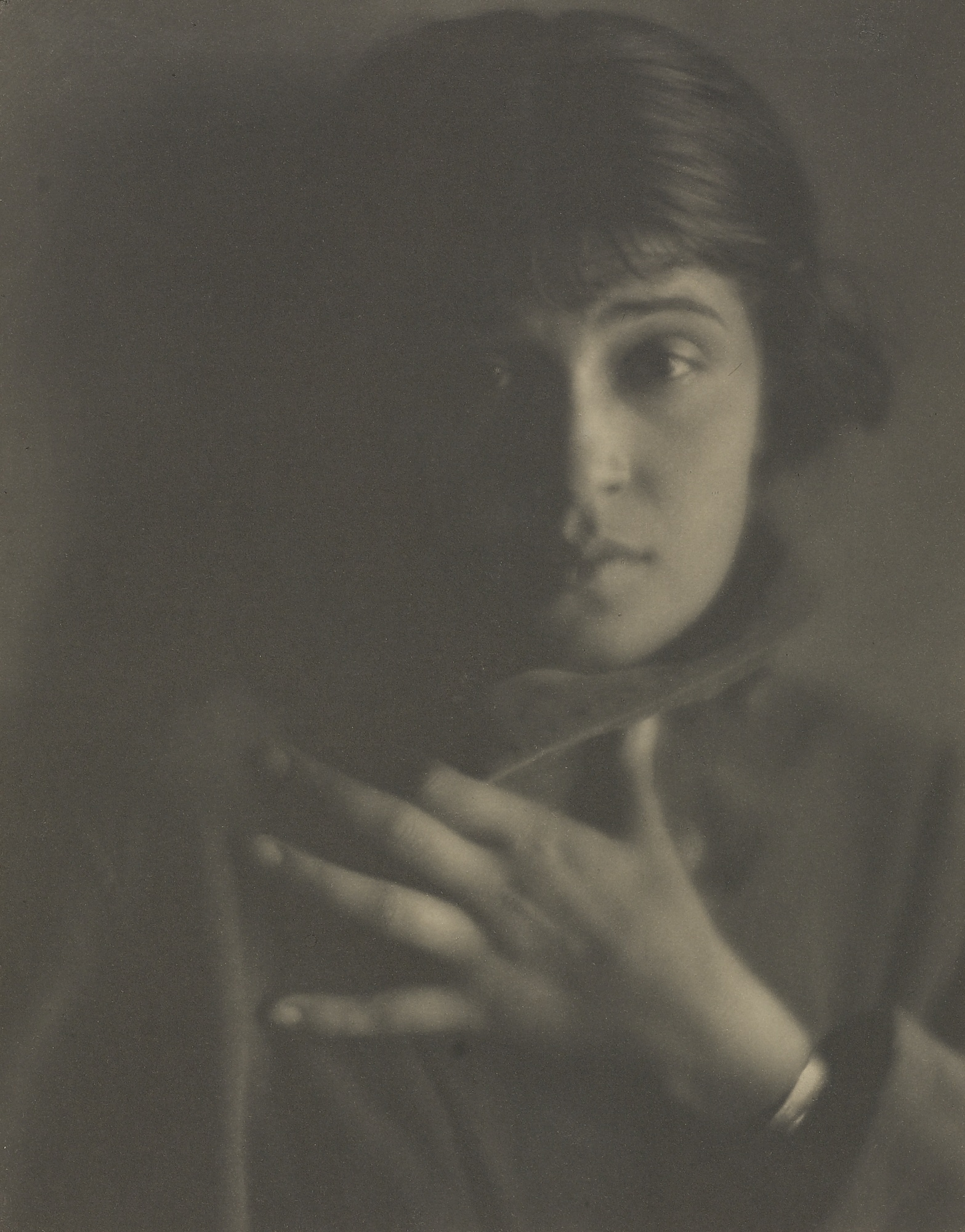
Ritratto di Tina Modotti di Edward Weston, 1921

### Il lavoro per il Comintern
Esiliata dalla sua patria d'adozione con l'accusa (falsa) di aver partecipato all'attentato al presidente Pascual Ortiz Rubio, la Modotti raggiunse Berlino nella primavera del 1930; qui provò a lavorare ospitata dalla collega Lotte Jacobi ma, abituata alla forte luce solare del Messico, non riuscì ad integrarsi e ad usare la nuova fotocamera Leica, molto più maneggevole con un rullino da 36 pose (contro il caricamento singolo della Graflex che aveva sempre usato), ma che non permetteva la pre-visualizzazione dello scatto nel mirino. Per un certo periodo la Modotti viaggiò in giro per l'Europa per poi stabilirsi, assieme al pittore Pablo O'Higgins, a Mosca, in Unione Sovietica, dove pare venne cooptata dalla polizia segreta sovietica per varie missioni di spionaggio in Francia ed alcuni paesi dell'Europa centro-orientale, probabilmente a sostegno della Rivoluzione Mondiale che i sovietici si prospettavano. In via ufficiale, dal dicembre del 1930, operava in qualità d'infermiera volontaria per il Soccorso Rosso Internazionale.
Dall'ottobre del 1935 si trovava in Spagna quando allo scoppio della guerra civile spagnola, nel luglio del 1936, lei e il suo amante Vittorio Vidali, dietro i nomi di battaglia di Maria e Comandante Carlos, si unirono alle Brigate Internazionali, rimanendo nel paese iberico almeno fino al 1939. Lavorò con il celebre medico canadese Norman Bethune, inventore delle unità mobili per le trasfusioni di sangue, durante la disastrosa ritirata da Malaga nel 1937. Nel 1939, dopo il collasso del fronte repubblicano e l'instaurazione del regime franchista, la Modotti lasciò la Spagna assieme a Vidali, per far ritorno in Messico dietro falso nome. Secondo alcuni storici, i due potrebbero essere stati implicati anche nell'assassinio di Lev Trockij: in una foto scattata dalla Modotti nel 1929, sono ritratti i partecipanti al primo congresso del Soccorso Rosso dei Caraibi. Sul retro della foto sono scritti in ordine i loro nomi e, fra gli altri delegati nazionali, figura anche il "compagno Arturo": in realtà si trattava di un agente di Stalin sotto copertura, il suo vero nome era Iosif Gregulevich ed era a capo del commando che aveva arruolato Ramón Mercader, il sicario che nel 1940 eliminò Trockij.

### La morte
Tina Modotti morì a Città del Messico il 5 gennaio del 1942, a 45 anni, secondo alcuni in circostanze sospette. Dopo aver avuto la notizia della sua morte, Diego Rivera affermò che fosse stata assassinata, e che Vidali stesso fosse stato l'autore dell'omicidio. Tina poteva "sapere troppo" delle attività di Vidali in Spagna durante la guerra civile, incluse le voci riguardanti le più di 400 esecuzioni di repubblicani non schierati con Mosca. Ciononostante, la versione più probabile è che quella notte Tina, dopo aver cenato con amici in casa dell'architetto svizzero Hannes Meyer, fu semplicemente vittima d'un arresto cardiaco, che la condusse alla morte nel taxi che la stava riportando a casa. La sua tomba è nel grande Panteón de Dolores a Città del Messico.
Il celebre poeta cileno Pablo Neruda, indignato dalle accuse fatte a Vittorio Vidali per la morte della fotografa, compose il suo epitaffio in cui è indicato anche lo sciacallaggio riferibile a quelle infamie; di questo componimento una parte può essere trovata sulla lapide della Modotti, che include anche un suo ritratto in bassorilievo fatto dall'incisore Leopoldo Méndez:
forse il tuo cuore sente crescere la rosa

di ieri, l'ultima rosa di ieri, la nuova rosa.

Riposa dolcemente, sorella.
La nuova rosa è tua, la nuova terra è tua:

ti sei messa una nuova veste di semente profonda

e il tuo soave silenzio si colma di radici.

Non dormirai invano, sorella.
Puro è il tuo dolce nome, pura la tua fragile vita:

di ape, ombra, fuoco, neve, silenzio, spuma,

d'acciaio, linea, polline, si è fatta la tua ferrea,

la tua delicata struttura.
Lo sciacallo sul gioiello del tuo corpo addormentato

ancora protende la penna e l'anima insanguinata

come se tu potessi, sorella, risollevarti

e sorridere sopra il fango.
Nella mia patria ti porto perché non ti tocchino,

nella mia patria di neve perché alla tua purezza

non arrivi l'assassino, né lo sciacallo, né il venduto:

laggiù starai in pace.
Lo senti quel passo, un passo pieno di passi, qualcosa

di grandioso che viene dalla steppa, dal Don, dal freddo?

Lo senti quel passo fiero di soldato sulla neve?

Sorella, sono i tuoi passi.
Verranno un giorno sulla tua piccola tomba

prima che le rose di ieri si disperdano,

verranno a vedere quelli d'una volta, domani,

là dove sta bruciando il tuo silenzio.
Un mondo marcia verso il luogo dove tu andavi, sorella.

Avanzano ogni giorno i canti della tua bocca

nella bocca del popolo glorioso che tu amavi.

Valoroso era il tuo cuore.
Nelle vecchie cucine della tua patria, nelle strade

polverose, qualcosa si mormora e passa,

qualcosa torna alla fiamma del tuo adorato popolo,

qualcosa si desta e canta.
Sono i tuoi, sorella: quelli che oggi pronunciano il tuo nome,

quelli che da tutte le parti, dall'acqua, dalla terra,

col tuo nome altri nomi tacciamo e diciamo.

Perché il fuoco non muore.»
(Pablo Neruda 5 gennaio 1942, epitaffio dedicato a Tina Modotti)

## Fotografa
Tina Modotti è una delle poche donne dell'epoca apprezzate per una capacità in un'attività in cui fino ad allora si erano contraddistinti soprattutto uomini: fotografia e fotoreportage. La sua esperienza nel campo fotografico è impressionante: dopo la frequentazione di Edward Weston, da cui apprende le basi della fotografia, è la Modotti stessa a sviluppare ben presto un suo proprio stile utilizzando la fotografia come "strumento di indagine e denuncia sociale", foto esteticamente equilibrate in cui era prevalente una ideologia ben definita: «esaltazione dei simboli del lavoro, del popolo e del suo riscatto (mani di operai, manifestazioni politiche e sindacali, falce e martello, ecc...)». Nei reportage, in quella che altri fotografi definirono "fotografia di strada" la Modotti aveva idee ben precise, infatti non cercò mai "effetti speciali", a suo avviso la fotografia lungi dall'essere "artistica" doveva denunciare "senza trucchi" la realtà nuda e cruda in cui gli "effetti" e le "manipolazioni" dovevano essere banditi.
Fu la Modotti stessa a più riprese a definire il proposito che desiderava raggiungere con la sua fotografia, come fa notare il fotografo Pino Bertelli riportando due suoi giudizi. Nel 1926 asserì: «Desidero fotografare ciò che vedo, sinceramente, direttamente, senza trucchi, e penso che possa essere questo il mio contributo a un mondo migliore». Definendo precisamente il suo punto di vista, la Modotti nel 1929 spiegò: 
Secondo lo scrittore britannico Geoff Dyer, la relativamente scarsa produzione fotografica di Modotti può essere vista non come un difetto, bensì come la conseguenza di una sovrabbondanza di vita. Mentre esiste solo una biografia di Weston, scritta da Ben Maddow, ce ne sono almeno sei su Tina Modotti (vedi sezione bibliografica), "per il semplice motivo che ha vissuto una mezza dozzina di vite".

## Critica
La Biblioteca del Congresso (Library of Congress), la biblioteca nazionale degli Stati Uniti a Washington in una scheda di Beverly W. Brannan della Prints & Photographs Division definisce Tina Modotti come una "riconosciuta maestra della fotografia del XX secolo".
Brannan esalta la "raffinata arte" della Modotti, anche come fotoreporter (alcune sue fotografie apparirono sul giornale del partito comunista messicano El Machéte), tanto da conservare un lotto di sue fotografie ovvero quelle che documentano le attività di quel partito nel 1929, oltre che foto su altri temi. El Machéte era stato fondato da un gruppo di artisti e giornalisti con lo slogan: "Il machete viene utilizzato per raccogliere la canna, uccidere i serpenti, porre fine alle lotte e umiliare l'orgoglio degli empi ricchi." Secondo Tim Adams, "Modotti aveva preso a cuore quel messaggio, creando composizioni come questa [uomini che leggono El Machéte del 1927] che trasmettevano, magnificamente, sia l'unità dei campesinos – individualmente senza volto sotto i tradizionali sombreri – sia la loro volontà sovversiva collettiva". Opere della produzione fotografica della Modotti sono anche custodite presso l'International Museum of Photography and Film at George Eastman House di Rochester (New York) oltre che in altri importanti musei del mondo. D'altronde il britannico The Daily Telegraph annunciando una mostra della fotografa alla Royal Academy of Arts di Londra definì la Modotti come «uno dei più brillanti fotografi del XX secolo» con una storia ed una eredità straordinarie
Anche a causa del numero relativamente esiguo delle foto realizzate da Tina Modotti, le sue quotazioni sono oggi giunte ad un livello considerevole: una stampa originale della foto sopracitata è stata venduta nel 2015 da Sotheby's al prezzo di 225 000 dollari.

## La casa natale a Udine

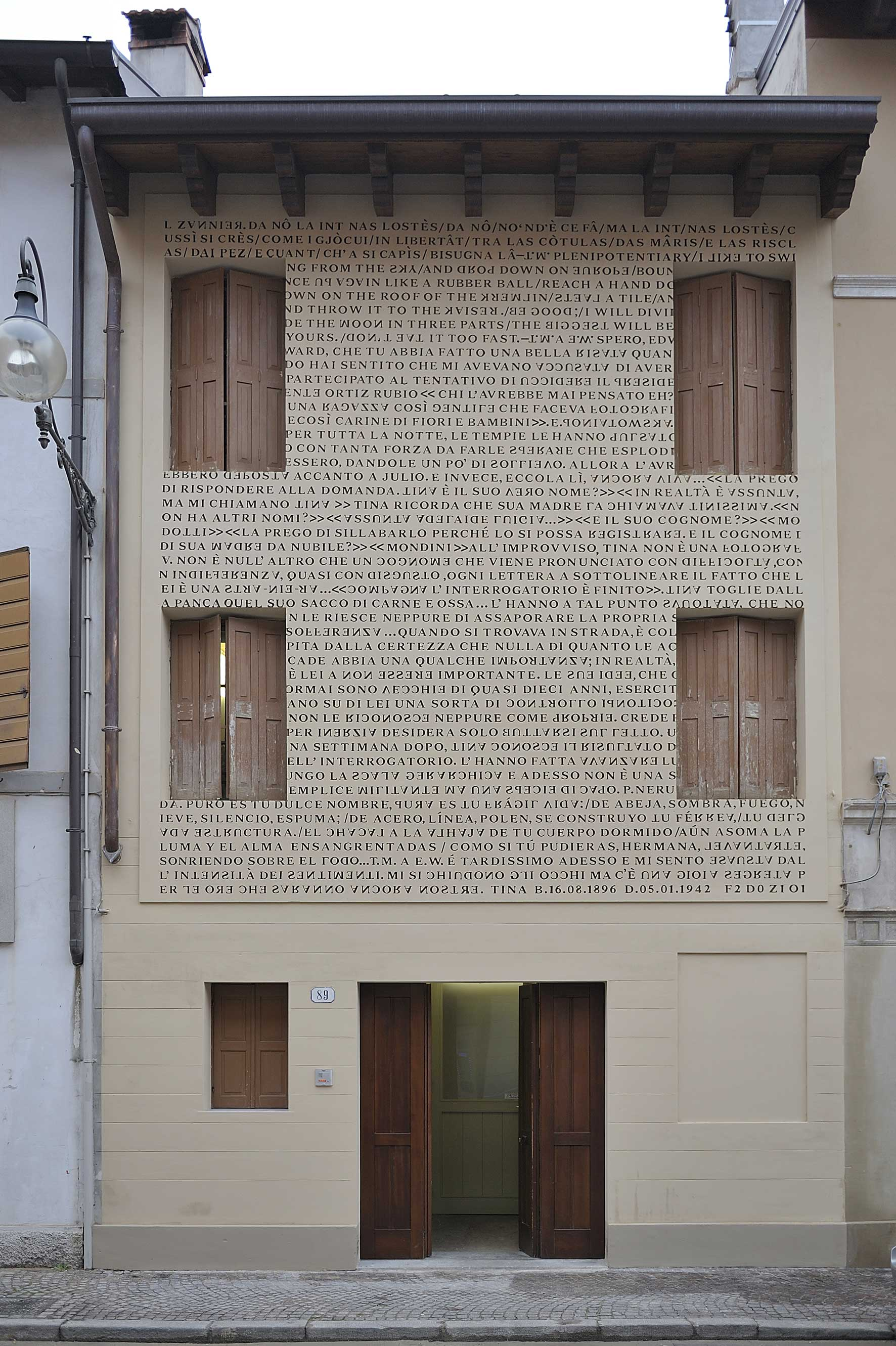
La casa natale con le parole di Tina Modotti sul fronte dell'abitazione al civico 89 di via Pracchiuso a Udine. Si noti il bassorilievo («composto da diversi strati d'intonaci»)

Nel 2005 la Caritas dell'arcidiocesi di Udine interpella l'artista Franco Del Zotto Odorico per lasciare un segno identificativo sulla facciata del nuovo ricovero notturno per senzatetto di via Pracchiuso 89, casa natale di Tina Modotti. L'intervento artistico in nome della celebre fotografa diventava necessario al fine di dare una forma di consapevolezza storica a un luogo che sebbene rifunzionalizzato tratteneva una memoria storica di notevole importanza. L'opera si è totalmente integrata alla struttura: la facciata ha assunto la forma di un grande foglio dattiloscritto su cui si susseguono pezzi della vita della Modotti, incisi sotto forma di bassorilievo. Prende corpo lungo tutta la facciata un racconto didascalico, in cui Tina stessa e le persone coinvolte nella sua stessa vita "battono a macchina" su un supporto murale un flusso continuo di parole. Per sottolineare certi passaggi nel testo ritenuti più rilevanti, è inoltre stata alterata la scrittura stessa, capovolgendo le lettere: operazione che rende più difficile la lettura, meno immediata, ma allo stesso tempo attira l'attenzione dello spettatore, creando “un testo dentro il testo”. Il bassorilievo presenta testi in più lingue (italiano, inglese, spagnolo, friulano) per testimoniare la grande trasversalità culturale della Modotti.
Il murale sulla facciata della casa natale di Tina Modotti nel 2014, opera realizzata da Franco Del Zotto e dall'assistente Vera Fedrigo, vince il premio internazionale Le Geste d'Or, Le Trophee du Grand Prix per la categoria Prix Innovation nel 2014. La premiazione è avvenuta sabato 8 novembre durante il Salone internazionale del patrimonio culturale (Le Salon international du Patrimoine Culturel) organizzato presso il Carrousel du Louvre.

## Opere dedicate
- Nel 1984 Laura Mulvey e Peter Wollen hanno realizzato il documentario Frida Kahlo & Tina Modotti, incentrato sul rapporto di amore tra le due artiste.
- A Tina Modotti sono dedicate una canzone di Massimo Bubola contenuta nell'album Diavoli e farfalle, una composta da Cisco tratta dall'album La lunga notte, una di Tosca nell'album Sto bene al mondo.
- Pino Cacucci ha scritto una biografia, Tina, in cui racconta la vita e l'arte di Tina Modotti.
- Anche il gruppo punk dei Fugazi nell'album End Hits del 1997 dedica una canzone a Tina con il titolo di Recap Modotti.
- Il pianista Remo Anzovino nel suo album d'esordio Dispari (2006) ha dedicato a Tina Modotti il brano ¡Que viva Tina!.
- Negli anni novanta il teatro XX secolo di Roma espone una raccolta di disegni di Silvio Benedetto su Tina Modotti, presentata da Claude Moliterni, Sombras.
- Sempre negli anni '90 il compositore Andrea Centazzo scrive l'opera multimediale Tina ispirato alla sua biografia, con come protagonista Ottavia Piccolo.
- Nel 1999 e nel 2000 l'autrice ed attrice Luisa Vermiglio porta in scena rispettivamente Con la Voce Negli Occhi - Viaggio intimo sulle tracce di Tina Modotti e Accanto a Tina/Cerca de Tina, entrambi prodotti dal Teatro Stabile del Friuli Venezia Giulia, con le musiche originali di Alessandro Montello.
- Nel 2002 esce il pluripremiato film biografico Frida diretto da Julie Taymor e incentrato sulla vita di Frida Kahlo (interpretata da Salma Hayek): in tale film la figura di Tina Modotti è interpretata da Ashley Judd.
- Nel 2003 il fumettista italiano Paolo Cossi pubblica un libro a fumetti interamente dedicato alla vita della fotografa friulana: trattasi infatti di Tina Modotti, edito da Biblioteca dell'immagine.
- Il sassofonista jazz Francesco Bearzatti ha dedicato alla fotografa un intero album, Suite for Tina Modotti, registrato con un'apposita formazione chiamata Tinissima Quartet.
- Il compositore friulano Jaio Furlanâr le ha dedicato una canzone in friulano.
- Il fumettista spagnolo Ángel de la Calle ha dedicato a Tina Modotti il romanzo a fumetti Modotti, edito in due volumi da 001 Edizioni.
- Un film intitolato Que viva Tina è stato realizzato da Silvano Cattano nel 1997.
- Nel 2012 debutta lo spettacolo Della Passione di Tina, un monologo teatrale ideato e interpretato da Marika Tesser, dal quale Marcello Fausto Dalla Pietà ha liberamente tratto il video Tina con musiche di Dmitrij Šostakovič[40].
- Nel 2013 durante la 26ª edizione di Sorrivol dei Burattini! il Grupo Saltimbanqui con Pierpaolo Di Giusto hanno presentato Corrido per Tina Modotti, breve storia di Tina Modotti per marionette e fisarmonica.
- Nel 2013 il duo francese Catherine Vincent ha registrato un disco Tina dedicato a Tina Modotti. Nel disco è presente una canzone in francese, italiano, spagnolo e inglese che ha come testo una poesia scritta dalla stessa Tina. Il duo ha anche realizzato un accompagnamento musicale per l'unico film che rimane del periodo in che Tina faceva l'attrice a Hollywood, Pelle di tigre (1920) di Roy Clements, restaurato dalla Cineteca del Friuli.
- Nel 2015, in Friuli-Venezia Giulia, è stato rappresentato il racconto teatrale multimediale plurisensoriale Hola Frida Mandi Tina ...la fotógrafa y la pintora ispirato alla vita, all'amicizia e agli scritti di Tina Modotti e Frida Kahlo.[41]
- Dal 2018 la pièce - ideata, sceneggiata e diretta da Susanna Piticco (voce di Frida) e Vicky Vicario (autrice del testo dedicato e voce di Tina) - viene proposta nella nuova versione Hola Frida Mandi Tina la fotógrafa, la pintora ...y el muralista también in cui è stata inserita la figura di Diego Rivera, marito di Frida e amico di Tina.[42]
- Nel 2018 è stato annunciato che in Inghilterra sarebbe stata realizzata una miniserie TV diretta da Paula Alvarez e intitolata Radical Eye: The Life and Times of Tina Modotti, in cui la fotografa è interpretata da Monica Bellucci.[43][44]
- Nel 2021 è stato pubblicato un fumetto, da Nicola Pesce editore, con i testi di Anna Rita Graziano e i disegni di Ivo Milazzo, che racconta una parte della sua vita.

## Filmografia
- Pelle di tigre (The Tiger's Coat), regia di Roy Clements (1920)
- Riding with Death, regia di Jacques Jaccard (1921)
- I Can Explain, regia di George D. Baker (1922)

## Mostre
- Bologna, 2024: Tina Modotti Dal 26 settembre 2024 al 16 febbraio 2025, le sale di Palazzo Pallavicini (Bologna) ospitano una grande mostra dedicata alla fotografa esponente di spicco della fotografia e dell'attivismo politico della prima metà del Novecento. Organizzata e realizzata da Chiara Campagnoli, Deborah Petroni e Rubens Fogacci della Pallavicini s.r.l., unitamente al Comitato Tina Modotti, l'esposizione ed i testi saranno a cura di Francesca Bogliolo.
- Rovigo, 2023: Tina Modotti l'opera (dal 22 settembre 2023 al 28 gennaio 2024). Palazzo Roverella[45]
- Ravenna, 2021: Tina Modotti – L’umano fervore (dal 17 dicembre 2021 al 20 febbraio 2022). Palazzo Rasponi 2[46]
- Trani, 2019: Tina Modotti - Opere della Galerie Bilderwelt (dal 7 dicembre 2019 al 6 gennaio 2020). Palazzo Delle Arti "Beltrani"
- Tolmezzo, 2019: TINA - Arte e libertà fra Europa e Americhe (dal 18 maggio al 25 agosto 2019). Palazzo Frisacco
- Albano Laziale, 2018: Tina Modotti - Fotografa e Rivoluzionaria (dal 5 maggio al 3 giugno 2018). Museo Civico Mario Antonacci
- Campobasso, 2017-2018: Tina Modotti - Fotografa e Rivoluzionaria (dal 15 Dicembre 2017 al 7 Gennaio 2018). Galleria Spazio Immagine[47]
- Udine, 2015-2016: Tina Modotti: la nuova rosa. Arte, storia, nuova umanità (dal 18 ottobre 2015 al 28 febbraio 2016). Museo di arte moderna e contemporanea[48]
- Verona, 2014-2015: Tina Modotti - Retrospettiva (dal 28 novembre 2014 all'otto marzo 2015). Centro internazionale di fotografia Scavi Scaligeri[49]
- Torino, 2014: Tina Modotti - Retrospettiva (dal 30 aprile al 5 ottobre 2014). Museo civico d'arte antica di Palazzo Madama e Casaforte degli Acaja[50]
- Palermo, 2014: Tina Modotti - Un nuovo sguardo (dal 16 gennaio al 27 febbraio 2014). Instituto Cervantes - Chiesa di Santa Eulalia dei Catalani[51]
- Gorgonzola, 2013-2014: FOTOGRAF(I)E (dal 14 dicembre 2013 al 10 febbraio 2014). M&D Arte[52]
- Genova, 2013: Tina Modotti - Un nuovo sguardo (dal 15 marzo al 21 aprile 2013). Palazzo Ducale[53]
- Roma, 2013: Tina Modotti. Fotografa (dal 14 marzo al 7 aprile 2013). Auditorium Parco della Musica[54]
- Londra, 2013: Mexico: A Revolution in Art, 1910-1940 (dal 6 luglio al 29 settembre 2013). Royal Academy of Arts[55]
- Lecce, 2012-2013: Tina Modotti - Fotografa E Rivoluzionaria (dal 21 settembre 2012 al 22 febbraio 2013). Manifatture Knos - Cineporto[56]
- Buenos Aires, 2012: Fotógrafa y revolucionaria – Reapertura (dal 6 ottobre al 30 ottobre 2012). Centro Cultural Borges[57]
- Pordenone 2011: Il fotografo fotografato. Fotografie, immagini, documenti dall’Ottocento ai nostri giorni (dal 28 maggio al 18 settembre 2011). Museo d'Arte Contemporanea[58]
- New York, 2010-2011: Pictures by Women: A History of Modern Photography (dal 7 maggio 2010 al 18 aprile 2011). Museum of Modern Art (MoMa)[59]
- Trieste, 2010: Masterworks (dal 23 settembre al 6 novembre 2010). ITIS - Galleria San Giusto[60]
- Terni, 2010: Tina Modotti - Tinissima. Fotografia e Rivoluzione (dal 13 febbraio al 30 maggio 2010). Palazzo Primavera[61]
- Cagliari, 2009-2010: 99 click+1. Fotografie. Storie di incanti (dall'11 dicembre 2009 al 28 febbraio 2010). Il Ghetto[62]
- Capodistria, 2009: Sguardi - La Fotografia del Novecento in Friuli e nella Venezia Giulia (dal 20 novembre al 20 dicembre 2009). Sedi varie[63]
- Milano, 2009: Tina Modotti - Sotto il cielo del Messico (dal 15 settembre al 13 novembre 2009). Galleria Photology[64]
- Lubiana, 2009: Sguardi - La Fotografia del Novecento in Friuli e nella Venezia Giulia (dal 2 giugno al 30 settembre 2009). Museo Etnografico di Lubiana[65]
- Verbania, 2009: Flower power (dal 24 maggio all'11 ottobre 2009). CRAA - Centro Ricerca Arte Attuale Villa Giulia[66]
- Venezia, 2008: Fotografie (19 dicembre 2008). San Marco Casa d'Aste[67]
- San Vito al Tagliamento, 2008: Americana (dal 28 giugno al 28 settembre 2008). Chiesa di San Lorenzo[68]
- Milano, 2006-2007: Tina Modotti - Gli anni 1923-1930 (dal 9 dicembre 2006 al 28 gennaio 2007). Galleria Carla Sozzani[69]
- Roma, 2006: Tina Modotti - Arte Vita Libertà (dal 27 aprile al 27 maggio 2006). Complesso del Vittoriano[70]
- Venezia, 1979: Venezia 79 la fotografia: Tina Modotti, con introduzione di Vittorio Vidali e Edward Weston con introduzione di Kathy Kelsey Foley[71]

## Luoghi pubblici ed edifici dedicati a Tina Modotti
Lista dei luoghi pubblici ed edifici dedicati a Tina Modotti:
- Giardino di Via Boccaccio, angolo Via Cavalcanti in Sesto San Giovanni (MI);
- Piazza in Milano vicino alla stazione ferroviaria di Rogoredo;
- Via in Roma, nel quartiere Ardeatino;
- Via in Udine;
- Istituto scolastico comprensivo di Premariacco (UD);
- Galleria Tina Modotti (ex Mercato del pesce) a Udine;
- Mosaico "Tributo a Tina" realizzato da Micropixel nel quartiere di Centocelle a Roma;